# Ladusved

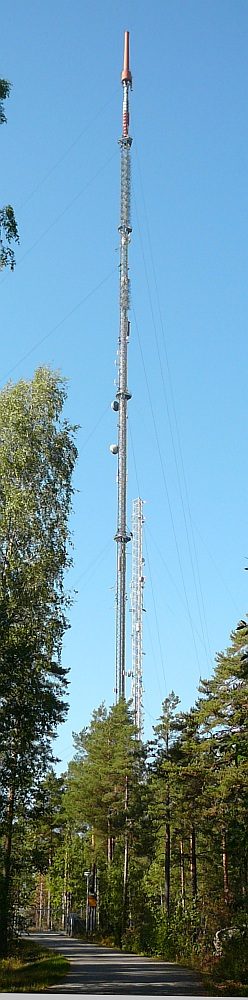
Tv-masten i Ladusved

Ladusved (ladu-) (finska: Latokaski) är en stadsdel i Esbo stad och hör administrativt till Stor-Esbovikens storområde. 
Ladusved är ett småhusområde med en del lokal service såsom skolor, daghem och affärer. Esbo 326 meter höga radio- och TV-mast ligger i Ladusved. Den sänder Yle TV1, Yle TV2, MTV3, Nelonen och SVT Europas program samt alla Yles radioprogram och Radio Nova.  
Namnet Ladusved nämns i dokument från 1700-talet. Namnet bottnar i att man använt svedjebruk i området. Namn på stadsdelen blev Ladusved 1970.
Söderskog och Bolarskog är delområden i Ladusved. I Bolarskog ligger ett sjukhus med samma namn.

## Källor

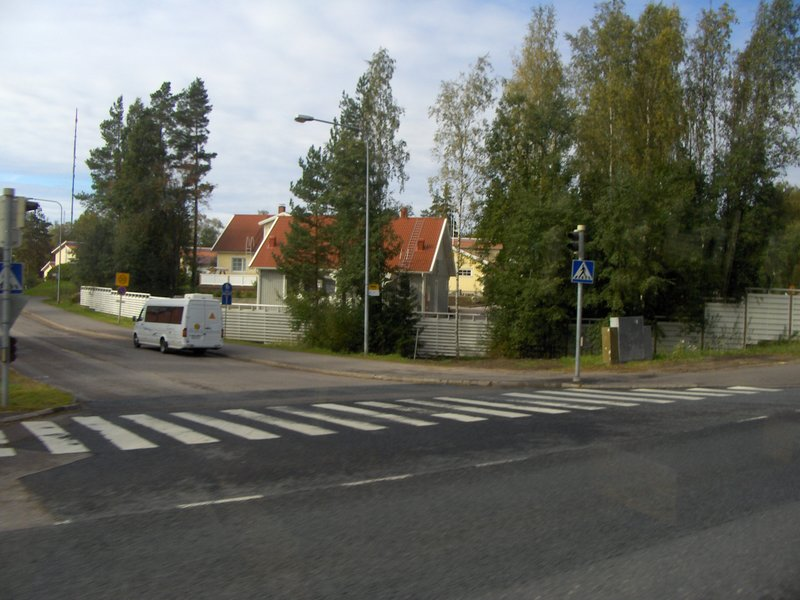
Vy från Ladusved